# 外岡茂十郎
外岡 茂十郎（とのおか もじゅうろう、1898年3月25日 - 1986年8月27日）は、日本の法学者。学位は法学博士。静岡県出身。

## 経歴
静岡県賀茂郡三坂村（現在の賀茂郡南伊豆町）入間に生まれる。賀茂郡立中学豆陽学校から早稲田大学に進学し、1925年に早稲田大学教授に就任。
1942年から1964年まで早稲田大学野球部部長を務める。あわせて東京六大学野球連盟理事長も務め、1943年には出陣学徒壮行早慶戦を敢行している。
戦後はオール早慶戦の開催、1946年春の六大学野球再開を実現させ、12月に日本学生野球協会が結成されると副会長として30年間アマチュア野球の発展に尽力した。
その後は中京大学へと移り、1966年の同大学法学部の開設に関わり、1975年まで法学部長を務めた。
1966年に藍綬褒章を、1970年に勲三等旭日中綬章をそれぞれ受章。1974年に「明治前期家族法資料」で日本学士院賞を受賞。1982年に野球殿堂入り。1986年8月27日に88歳で死去した。
2008年に出陣学徒壮行早慶戦を映画化した『ラストゲーム 最後の早慶戦』では、彼をモデルとした外岡太一郎なる人物が登場し、宮川一朗太 が演じた。